# Dancing with the Stars Juniors
Dancing with the Stars Juniors est une émission de télé-réalité centrée sur la danse et diffusée depuis 2018 sur ABC aux États-Unis. L'émission est le spin-off de Dancing with the Stars, et est adaptée d'un format britannique, Strictly Come Dancing.

## Concept
Une douzaine de trio formés d'une jeune personnalité ou d’un enfant d’une célébrité, d'un jeune danseur professionnel, et d'un mentor professionnel, s'affrontent.
Les enfants célèbres vont devoir apprendre des routines chorégraphiées pour devenir le ou la championne de la saison. 
Un trio est éliminé chaque semaine jusqu'à la finale.

## Participants
Présentation
- Jordan Fisher, acteur, chanteur et danseur[1]
- Frankie Muniz, acteur, musicien et pilote automobile [2]

Jury
- Valentin Chmerkovskiy, danseur et chorégraphe [3]
- Mandy Moore, chorégraphe notamment du film La La Land[4]
- Adam Rippon, patineur artistique [5]

### Danseurs professionnels
Mentors
| Mentors            | Nb. de saisons | Couples coachés                    |
| Mentors            | Nb. de saisons | Saison 1                           |
| ------------------ | -------------- | ---------------------------------- |
| Brandon Armstrong  | 1              | Ariana Greenblatt Artyon Celestine |
| Lindsay Arnold     | 1              | Miles Brown Rylee Arnold           |
| Alan Bersten       | 1              | Sky Brown JT Church                |
| Cheryl Burke       | 1              | Mandla Morris Brightyn Brems       |
| Witney Carson      | 1              | Akash Vukoti Kamri Peterson        |
| Artem Chigvintsev  | 1              | Alana Thompson Tristan Ianiero     |
| Hayley Erbert      | 1              | Hudson West Kameron Couch          |
| Sasha Farber       | 1              | Sophia Pippen Jake Monreal         |
| Jenna Johnson      | 1              | Tripp Johnston-Palin Hailey Bills  |
| Keoikantse Motsepe | 1              | Addison Osta Smith Lev Khmelev     |
| Gleb Savchenko     | 1              | Mackenzie Ziegler Sage Rosen       |
| Emma Slater        | 1              | Jason Maybaum Elliana Walmsley     |

Légende
- Vainqueur de la compétition
- Deuxième de la compétition
- — : Absent(e) de la compétition

Juniors professionnels
| Juniors          | Nb. de saisons | Partenaires          |
| Juniors          | Nb. de saisons | Saison 1             |
| ---------------- | -------------- | -------------------- |
| Rylee Arnold     | 1              | Miles Brown          |
| Hayley Bills     | 1              | Tripp Johnston-Palin |
| Brightyn Brems   | 1              | Mandla Morris        |
| Artyon Celestine | 1              | Ariana Greenblatt    |
| JT Church        | 1              | Sky Brown            |
| Kameron Couch    | 1              | Hudson West          |
| Tristan Ianiero  | 1              | Alana Thompson       |
| Lev Khmelev      | 1              | Addison Osta Smith   |
| Jake Monreal     | 1              | Sophia Pippen        |
| Kamri Peterson   | 1              | Akash Vukoti         |
| Sage Rosen       | 1              | Mackenzie Ziegler    |
| Elliana Walmsley | 1              | Jason Maybaum        |

Légende
- Vainqueur de la compétition
- Deuxième de la compétition
- — : Absent(e) de la compétition

## Saisons, candidats et palmarès
| Saison | Date du lancement | Date de la finale | Classement | Classement                                      |
| ------ | ----------------- | ----------------- | ---------- | ----------------------------------------------- |
| Saison | Date du lancement | Date de la finale | Vainqueur  | Deuxièmes                                       |
| 1      | 7 octobre 2018    | 9 décembre 2018   | Sky Brown  | Miles Brown Ariana Greenblatt Mackenzie Ziegler |

### Saison 1 (2018)
La première saison débute de 7 octobre 2018. Le casting est dévoilé le 25 septembre 2018, durant le deuxième soir de Dancing with the Stars 27.  
| Candidat             | Occupation                                               | Partenaire       | Mentor            | Départ    | Classement |
| -------------------- | -------------------------------------------------------- | ---------------- | ----------------- | --------- | ---------- |
| Sky Brown            | Skateuse professionnelle                                 | JT Church        | Alan Bersten      | Semaine 8 | Vainqueur  |
| Miles Brown          | Acteur notamment Black-ish                               | Rylee Arnold     | Lindsay Arnold    | Semaine 8 | Deuxième   |
| Ariana Greenblatt    | Actrice dont Stuck in the Middle                         | Artyon Celestine | Brandon Armstrong | Semaine 8 | Deuxième   |
| Mackenzie Ziegler    | Danseuse, actrice et chanteuse et sœur de Maddie Ziegler | Sage Rosen       | Gleb Savchenko    | Semaine 8 | Deuxième   |
| Mandla Morris        | Fils de Stevie Wonder                                    | Brightyn Brems   | Cheryl Burke      | Semaine 7 | Éliminé    |
| Akash Vukoti         | Youtubeur et speller du Scripps National Spelling Bee    | Kamri Peterson   | Witney Carson     | Semaine 6 | Éliminé    |
| Jason Maybaum        | Acteur dont Raven                                        | Elliana Walmsley | Emma Slater       | Semaine 5 | Éliminé    |
| Alana Thompson       | Vedette de Here Comes Honey Boo Boo                      | Tristan Ianiero  | Artem Chigvintsev | Semaine 4 | Éliminée   |
| Sophia Pippen        | Fille de Scottie Pippen                                  | Jake Monreal     | Sasha Farber      | Semaine 3 | Éliminée   |
| Hudson West          | Acteur dont General Hospital                             | Kameron Couch    | Hayley Erbert     | Semaine 2 | Éliminé    |
| Tripp Johnston-Palin | Petit-fils de Sarah et Todd Palin                        | Hailey Bills     | Jenna Johnson     | Semaine 1 | Éliminé    |
| Addison Osta Smith   | Gagnante de MasterChef Junior 4                          | Lev Khmelev      | Keo Motsepe       | Semaine 1 | Éliminée   |

- La mère de Tripp, Bristol, a participé deux fois à Dancing with the Stars: en 2010 et 2012 lors des saisons 11 et 15. Il a également eu son émission de télé-réalité au côté de sa mère: Bristol Palin: Life's a Tripp (en). Son grand-père, Todd, a participé en 2012 à Stars Earn Stripes.
- Mackenzie a participé à Dance Moms.